# Włodzimierz Romanow (1847–1909)
Włodzimierz Aleksandrowicz Romanow (ros. Владимир Александрович Романов; ur. 10 kwietnia?/22 kwietnia 1847 w Petersburgu, zm. 17 lutego 1909 tamże) – wielki książę rosyjski, wojskowy, od 1880 generał kawalerii, senator, członek Rady Państwa Imperium Rosyjskiego.

## Życiorys
Włodzimierz Aleksandrowicz urodził się 22 kwietnia 1847 w Carskim Siole. Był czwartym dzieckiem i trzecim spośród ośmiu synów Aleksandra II i jego żony Marii z Hesji-Darmstadt (1824–1880), która po przejściu na prawosławie przyjęła imię Marii Aleksandrowny.
Miał osiem lat, gdy po śmierci cara Mikołaja I, jego ojciec Aleksander został kolejnym rosyjskim monarchą. Wielki Książę był człowiekiem dobrze wykształconym. Przez całe życie interesował się literaturą i sztuką. Jednak, jak wszyscy męscy członkowie rodu Romanowów miał poświęcić się karierze wojskowej. Jako trzeci syn w licznej rodzinie carskiej, był początkowo daleko od sukcesji do tronu rosyjskiego. Jego miejsce w porządku dynastycznym zmieniło się w 1865 roku, kiedy to zmarł jego najstarszy brat Mikołaj. Stał się wówczas bezpośrednim następcą swego brata Aleksandra. W przeciwieństwie do Aleksandra Włodzimierz był dowcipny i ambitny. Stosunki między dwoma braćmi, choć serdeczne, nigdy nie były bliskie.
W 1867 roku Włodzimierz został mianowany honorowym prezesem rosyjskiego towarzystwa etnograficznego. W tym samym roku towarzyszył ojcu i bratu na Wystawie Światowej w Paryżu. W 1871 roku odwiedził Kaukaz, Gruzję, Czeczenię i Dagestan. W 1872 roku towarzyszył ojcu w wyjeździe do Wiednia. Uczestniczył tam w spotkaniu trzech cesarzy: Rosji, Niemiec i Austro-Węgier. W 1876 roku został prezesem Akademii Sztuk Pięknych w Petersburgu. Był nim aż do swej śmierci w roku 1909. Miał szerokie artystyczne zainteresowania. Zebrał pokaźną kolekcję malarstwa i bogaty księgozbiór piśmienniczy. Rysował, interesował się baletem i jako pierwszy finansował zagraniczne tournée Siergieja Diagilewa.
Brał udział w wojnie rosyjsko-tureckiej (1877–1878). Walczył jako dowódca 12 Korpusu Armijnego. Został odznaczony Orderem Świętego Jerzego 15 listopada 1877 roku. W dzień po śmierci Aleksandra II, 2 marca 1881 roku nowy car Aleksander III mianował Włodzimierza dowódcą Petersburskiego Okręgu Wojskowego. W czasie sprawowania urzędu utracił przychylność opinii publicznej. Wydał rozkaz stłumienia pokojowej demonstracji podczas tzw. Krwawej niedzieli 1905 roku. Po objęciu rządów przez Mikołaja II w 1894 roku przewodniczył radzie stryjów, która próbowała wywierać wpływ na nowego cara. Później utracił swoje wpływy i znaczenie.

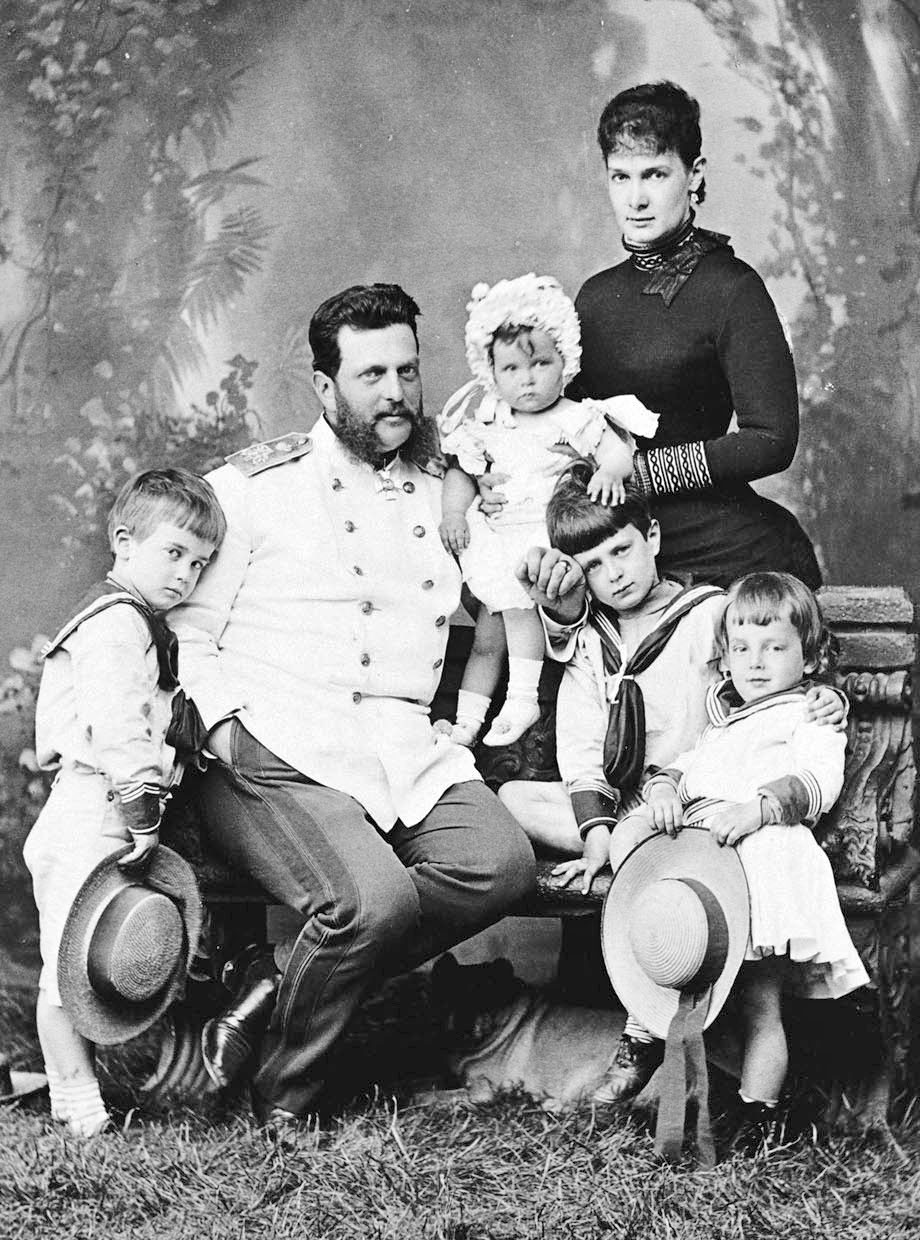
Wielki Książę z rodziną

## Małżeństwo i rodzina
28 sierpnia 1874 w Sankt Petersburgu poślubił luterankę księżniczkę Marię Aleksandrę (1854–1920), która mimo odmowy przyjęcia wiary prawosławnej, przyjęła imię Maria Pawłowna. Para miała pięcioro dzieci:
- Aleksandra (1875–1877),
- Cyryla (1876–1938) – późniejszego tytularnego imperatora Wszechrosji,
- Borysa (1877–1943),
- Andrzeja (1879–1956),
- Elenę (1882–1957) – późniejszą księżną Grecji i Danii.